# آشپزی کردی
آشپزی کردی (کردی: چێشتی کوردی، چاشت کوردی، خواردنی کوردی، هواردن کوردی، Xwarina Kurdî) شامل طیف گسترده‌ای از غذاها و روش‌های طبخی می‌شود که توسط مردمان کرد تهیه می‌شود و با جغرافیا، طبیعت، فرهنگ و تاریخ کُردها در ارتباط است. به دلیل تقسیم کردستان در چهار کشور ایران، سوریه، ترکیه و عراق فرهنگ غذایی مردم کرد بسیار متنوع و گوناگون است. فرهنگ غذایی کُردی همچنین شباهت‌هایی با همسایگان‌شان در ایران، عراق، سوریه و ارمنستان دارد و حتی برخی از غذاها مانند بریانی با آشپزی شبه‌قارهٔ هند مشترک است. آشپزی کُردی گونه‌ای از آشپزی آسیای غربی به‌شمار می‌آید.

## آداب و رسوم آشپزی

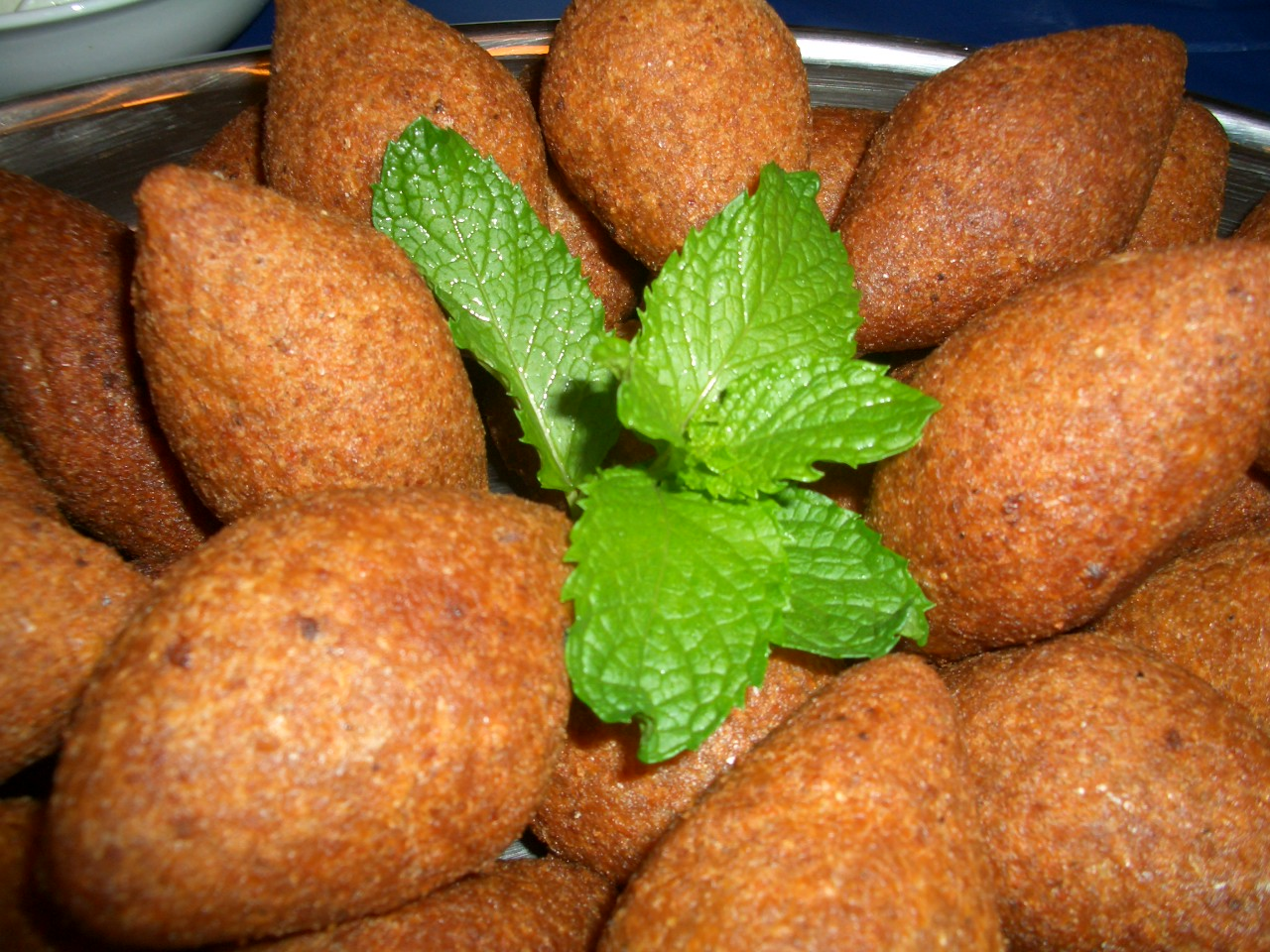
کیبه سرخ شده

میوه‌ها و سبزیجات متنوعی در آشپزی کُردی کاربرد دارد. در میان گوشت‌ها بره و مرغ کاربرد بیشتری دارند. صبحانه معمولاً از نان تخت، پنیر، عسل، ماست گوسفندی یا گاوی، و چای سیاه تشکیل می‌شود. برای نهار معمولاً خورشتی که از گوشت بره به همراه سبزیجات پخته‌شده با رُب گوجه‌فرنگی تهیه شده‌است به همراه نان یا برنج سرو می‌شود. کُردستان دارای آب و هوا و خاکی مناسب برای پرورش انگور، انار، انجیر و گردو است. عسل کُردی طعم مطبوعی دارد و اغلب به همراه شانهٔ عسل فروخته می‌شود. در کُردستان همچنین محصولات لبنی از شیر گوسفند و گاو تولید می‌شود. در آشپزی کُردها انواع مختلفی از کوفته، کُپه و غذاهای خمیری پرشده با گوشت تهیه می‌شود. همچنین سبزیجات و گیاهان تازه در آشپزی کُردی کاربرد فراوانی دارند.
چای سیاه شیرین‌شده در کنار قهوهٔ بسیار تلخ در میان کُردها نوشیدنی بسیار رایجی است. نوشیدنی رایج دیگر در میان کُردها ماستاو یا آواماست است که از ماست و نمک ترکیب‌شده با آب تهیه می‌شود. همین نوشیدنی در صورت تخمیر شدن دو (دوغ) نامیده می‌شود. هر دوی این نوشیدنی‌ها با افزودن گیاهان معطر مانند شوید، نعناع، پونه یا دانه‌های ونوشک نوشیده می‌شود.
برخی از غذاهای کُردی معروف بَربَسِل، بریانی، کَلانه، کولیره‌ناسکه، کوتِلک، پارِو تُبولی، کوکی (قطعات سبزی یا گوشت)، برنج (برنج سفید خالی یا به همراه گوشت، سبزیجات و گیاهان)، انواع سالاد، شیرینی‌ها و نوشیدنی‌های ویژهٔ بخش‌های مختلف کردستان هستند. از انواع غذاهای محبوب دیگر می‌توان به مکلوبه، کفته، شفته، شیلاه/مَرَگه، اسفناج با تخم مرغ، سوپ گندم و عدس، سوپ چغندر و گوشت، شلغم شیرین، شیرینی هل‌دار، بلغور پلو، مَهیر، هور و رووی، پَل (دُلمه)، چیچما (رایج در اربیل)، تفتی، نِسکَنه و نان نسکان اشاره کرد.
ساوَر غذای سنتی رایج در میان کُردها، از دانه‌های گندم تهیه می‌شود که جوشیده شده، در آفتاب خشک شده، به منظور جدا کردن سبوس‌شان در هاون کوبیده شده و سپس در آسیاب خرد می‌شود. محصول به دست آمده در نهایت در آب جوشیده و با اضافه کردن افزودنی‌هایی سرو می‌شود.
تَپسی غذایی است که از بادمجان، فلفل قرمز، کدو سبز و سیب‌زمینی در سس گوجه‌فرنگی کمی تند تهیه می‌شود. تَشریب از لایه‌هایی از نان به همراه سسی حاوی فلفل قرمز، گوجه‌فرنگی، پیاز و چیلی تشکیل شده‌است. صبحانهٔ رایج کُردی شامل پنیر، کره، زیتون، تخم مرغ، گوجه‌فرنگی، خیار، فلفل قرمز، رَچَل (مربا یا مارمالاد تماماً گیاهی) و عسل تشکیل شده‌است. سوسیس، مواد پخته‌شده و حتی سوپ‌ها به عنوان وعدهٔ صبحانه در کردستان مصرف می‌شود. شاید نان سفید پوسته‌دار از نان‌های سنتی مانند پیتا مصرف بیشتری داشته‌باشد. غذای مخصوص کُردی برای وعدهٔ صبحانه مَنَمَن نام دارد که از گوجه‌فرنگی برشته، فلفل، روغن زیتون و تخم مرغ تشکیل شده‌است. در همهٔ موارد چای سیاه در صبحانه سرو می‌شود.

## خورش‌ها
- خورش خلال بادامخورشت خلال بادام (کرمانشاه)
- خورشت بامیه (کرمانشاه، ایلام)

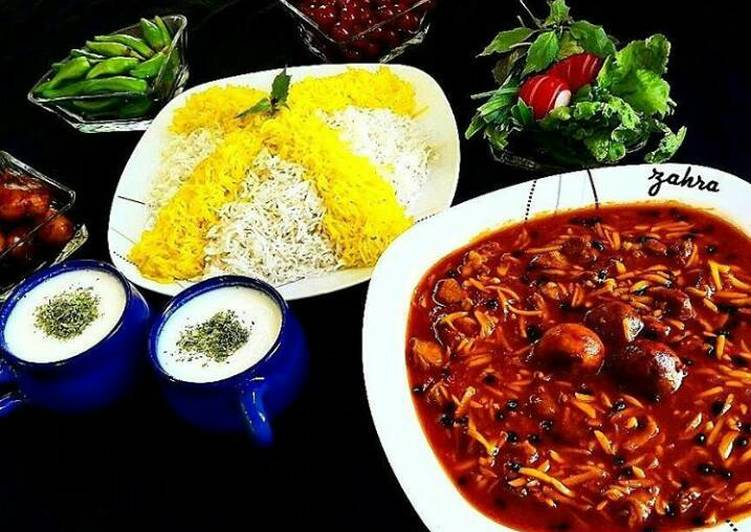
خورش خلال بادام

- خورشت ریواس (کرمانشاه، ایلام، سنندج، مکریان، ارومیه)
- خورشت کنگر (کرمانشاه، ایلام، سنندج، مکریان، ارومیه)
- خورشت کدو حلوایی (کرمانشاه)[۸]
- خورش کَوَر
- خورشت فاسولیا (کردستان ترکیه)
- تپسی بادمجان (کردستان عراق)
- خورشت کفته نێرگزی (کردستان عراق)
- خورشت زردآلو (کردستان عراق)
- خورشت اردک (مکریان)

## آش و سوپ

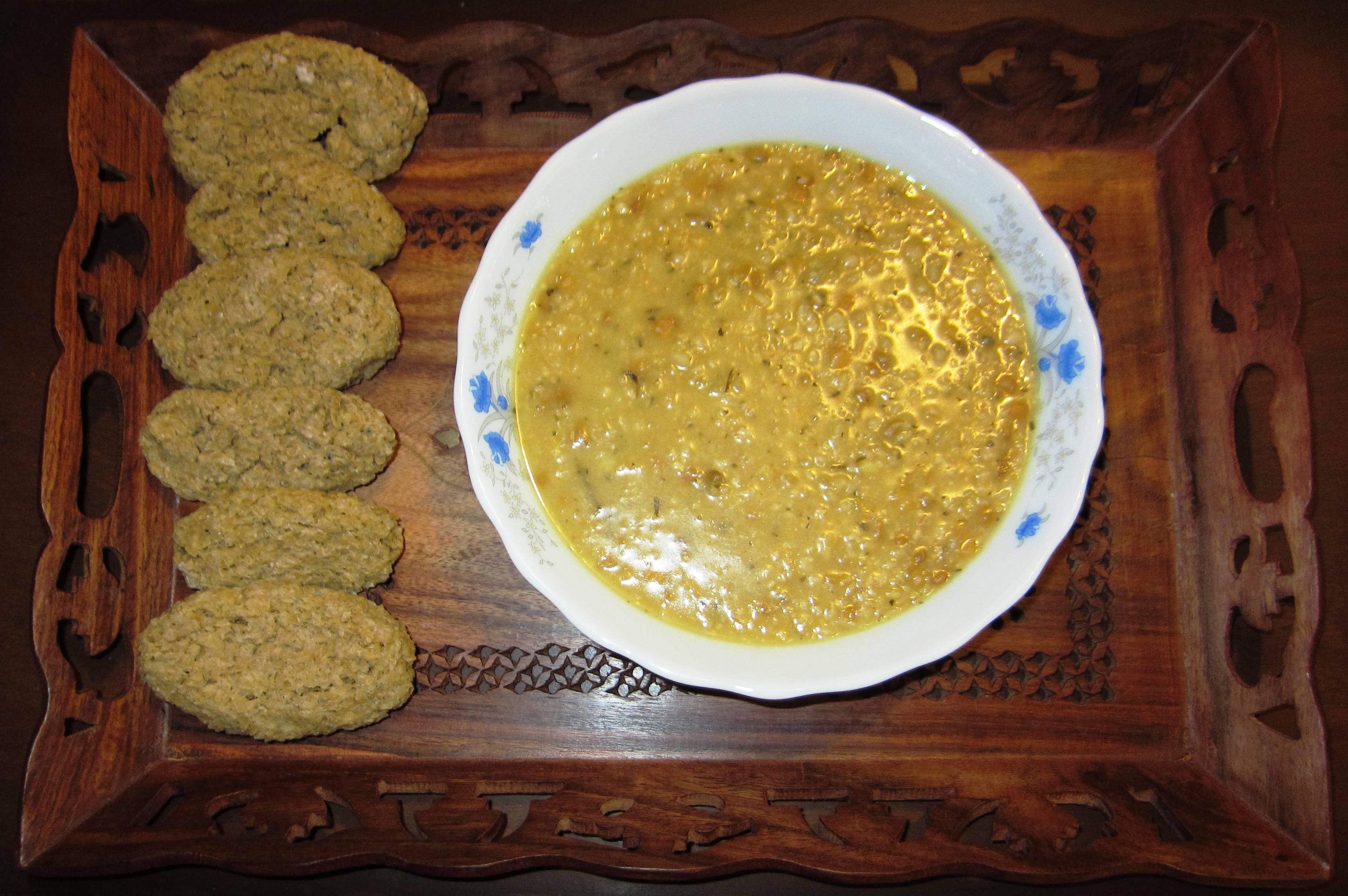
ترخینه

- آش عباسعلی (کرمانشاه)

- ترخینه

- هلیسه
- نیسکینه
- ماشینه
- دوکلیو (آش دوغ)
- آش ماست
- آش گزنه
- هه‌لیماو (آش بلغور)
- دانوله
- آش هالاو
- آش پریوله
- آش غییش (کردهای شمال خراسان)

- آش پاغازه(کوهدشت و نورآباد)
- آش سورپا(کوهدشت و نورآباد)

## کوفته
- کفته و گوشت (سنندج)
- کوفته شامی (کرمانشاه)
- کوفته ریزه (کرمانشاه)
- کوفته شیرین (کرمانشاه)
- دست‌پیچ کرمانشاهی (کرمانشاه)
- کفته باشوری (مواد گوشتی داخل خمیر برنج یا خمیر بلغور)
- کفته‌ی سنگه‌سیر

## پلو و چلو
- سیب‌پلو (کرمانشاه)
- چلو گوشت (کرمانشاه)
- بریانی زرد
- هه‌رشته پلاو
- مه‌قلوو
- گوشتی بن چه‌شت
- دنده پلو
- کراشکه (په‌رده پلاوه یا ته‌چین)

## کباب‌ها
- دنده‌کباب (کرمانشاه)
- جه‌رگ وه‌ز (سنندج، کرمانشاه، ایلام، لرستان)
- شانی کباب (شامی)
- کباب تاوه
- تاس کباب
- کباب سه‌سیخ
- شیش کباب
- ماهی کباب
- کباب گوشت
- کباب آرا قروه
- کباب کوبیده

## شیرینی‌ها

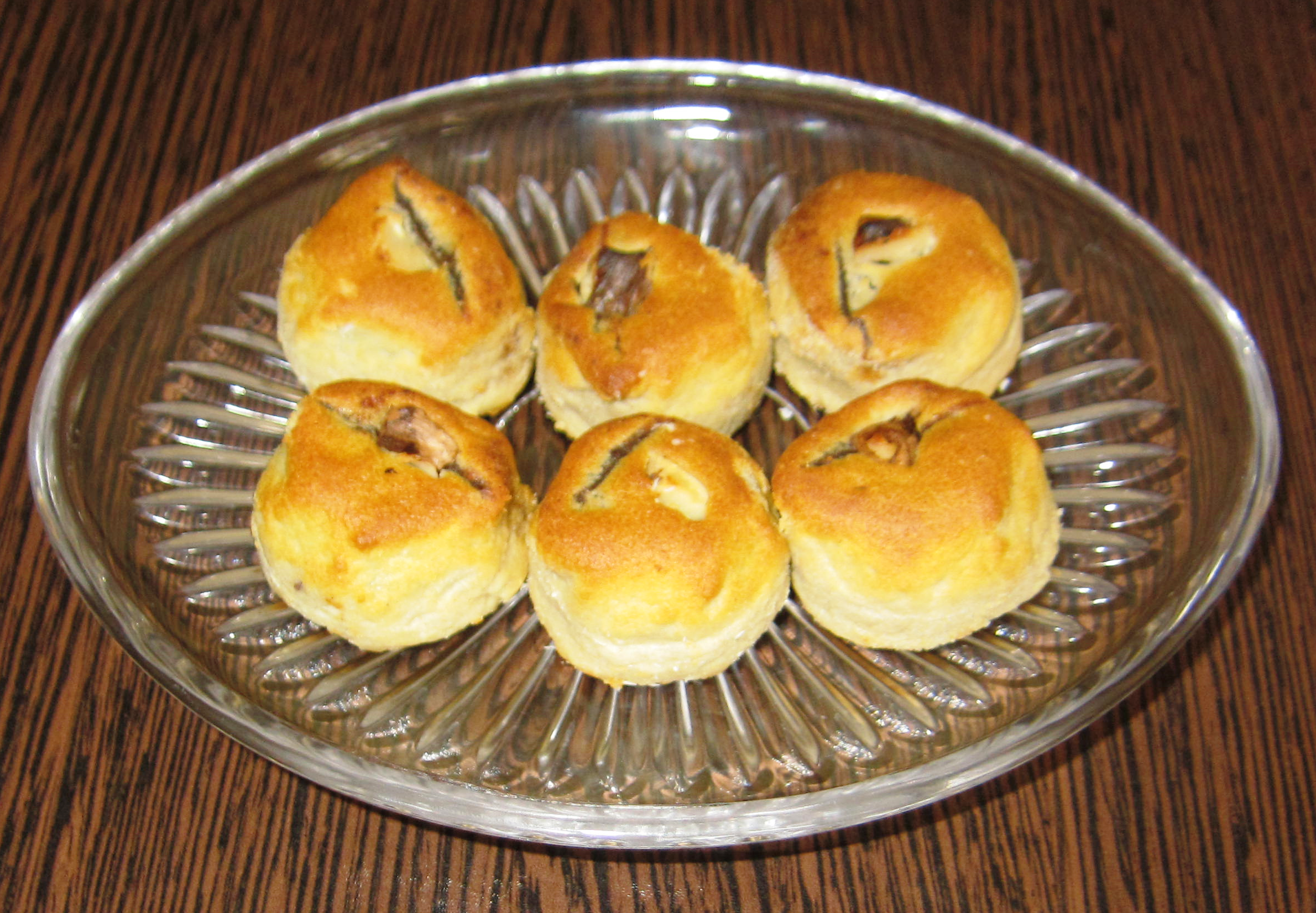
نان خرمایی

- کاک
- کولیره
- بژی
- نان برنجی
- ناسکه
- قره‌پاپاغی
- شیرمال گروس، بیجار
- حلوا سوهانی، بیجار
- شکوفه خا، بیجار
- نان برنجینان برنجی (کرمانشاه)

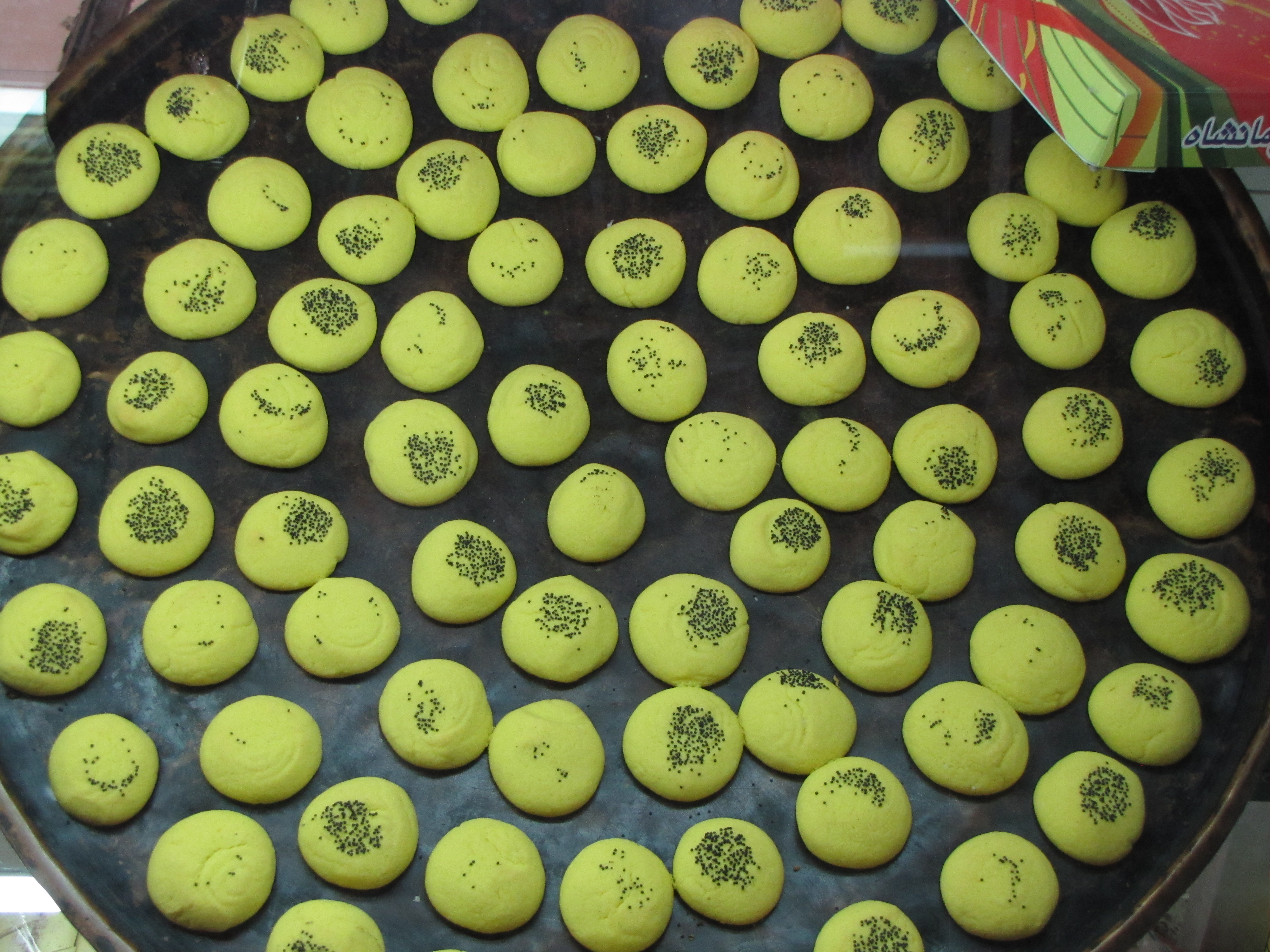
نان برنجی

- نان خرمایینان خرمایی (کرمانشاه، خانقین)

## خوراک‌ها
- قاورمه
- محشی بادمجان
- باینجانه رشهٔ زگ دراو (بادمجان شکم‌پاره)
- کفته کباب
- سنگه سیر
- قیسی و رون
- حلوای کوله‌که (حلوای کدوتنبل)
- یاپراخ (دلمه)

## املت‌ها
- املت خرما (قصر شیرین و خانقین)
- املت ریواس (کرمانشاه)
- املت آلو (مکریان)
- قیقناخ (مکریان)

## کوکو
- کوکو پاغازه (کرمانشاه)
- کوکو شنگ (بیجار)

## نوشیدنی‌ها
- دوغ
- کفیر (کردهای علوی در ترکیه)
- ماستاو
- قهوه کردی
- شراب انگور
- شراب انار (دالاهو و درسیم)
- عرق کشمش
- عرق خرما (قصر شیرین و خانقین)

## روغن
- روغن کرمانشاهی
- روغن زیتون[۹]

## نان‌ها
- کلانه، قدمت زیادی دارد و برخی کلانه را قدیمی‌ترین فست فود جهان می‌نامند.کلانه
- پپگه شوانه

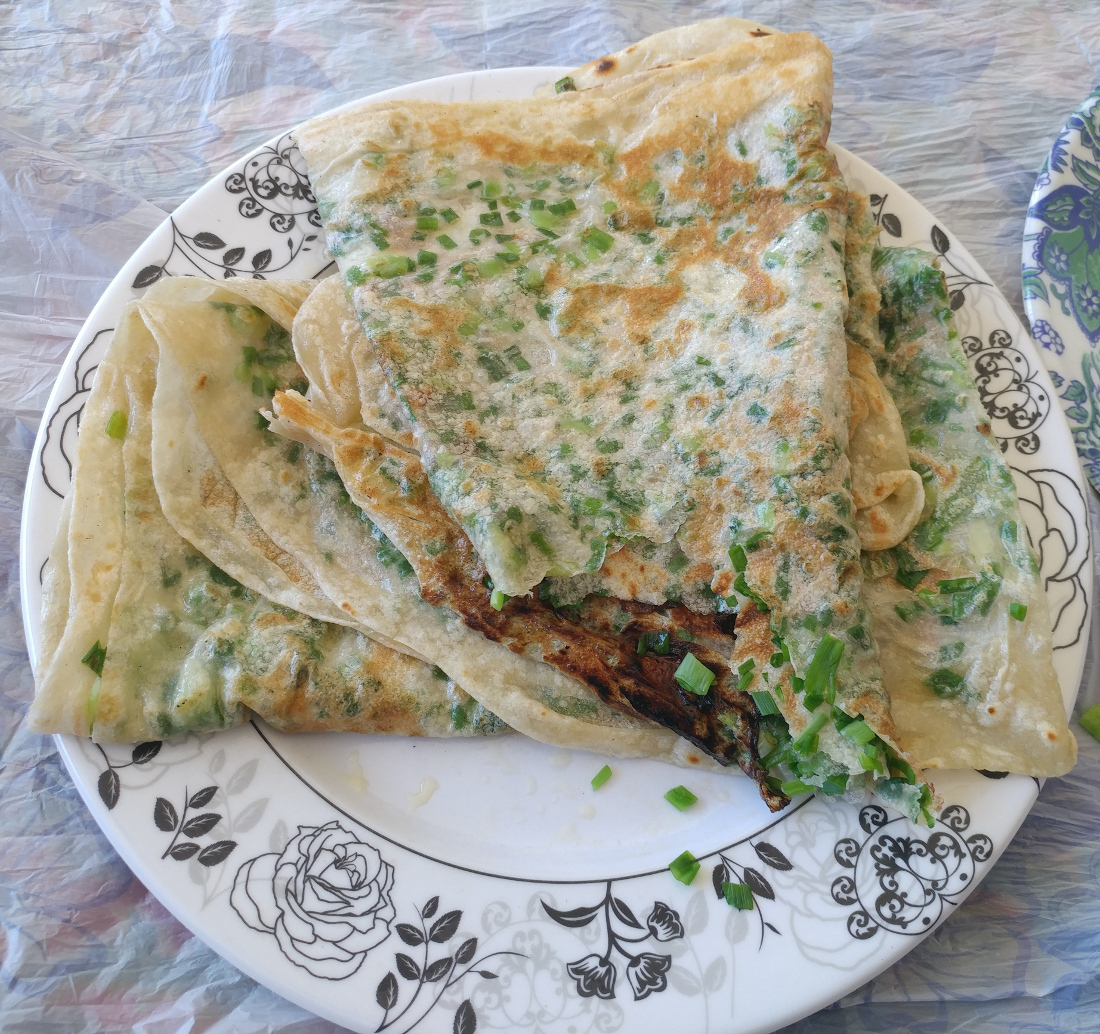
کلانه، قدمت زیادی دارد و برخی کلانه را قدیمی‌ترین فست فود جهان می‌نامند.

- کلوچه (نان بسیار نازک با رگه‌هایی از مزهٔ شیرینی که عمدتاً در وعده صبحنانه یا با نوکاو خورده می‌شود)

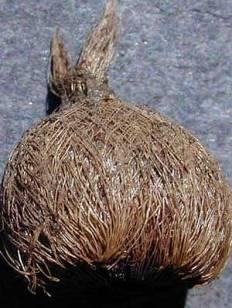
پیشوک یا زعفران جوقاسم

- کِزکه (نان بلوط)
- گرده
- برساق
- نان تیری
- شلکینه
- کولیره
- کولیره مژگه
- نرمه فیس
- چِزِنک
- ساجی
- نان کردی
- بزلمه (کردستان ترکیه)
- لاهماجون (کردستان ترکیه)
- نان روغنی کرمانشاهی

## ترشی‌ها
- ترشی آلبالو (کرمانشاه)
- ترشی زو (کرمانشاه، کرند)

## آدامس
- سقز نوعی آدامس طبیعی که از صمغ درخت درست می‌شود.[۱۰]

## تنقلات
- پیوشگ نوعی گیاه که زیر ذغال کباب می‌شود.

## سایر
- شورمزه (مکریان)